# Ophion areolaris
Ophion areolaris là một loài tò vò trong họ Ichneumonidae.